# Domajinci
Domajinci este o localitate din comuna Cankova, Slovenia, cu o populație de 281 de locuitori.